# Moschia
Moschia (Meskheti, posiblemente relacionado con Mushki) es una región montañosa de Georgia situada entre Iberia, Armenia y Cólquida. Las montañas de Moschia eran la cadena de conexión entre el Cáucaso y las montañas del Anti-Tauro. Los habitantes de esa zona eran conocidos como los Moschi. Es posible que estuvieran relacionados con los Mushki.
Wilhelm Gesenius sugirió que los Moschi descendían de la tribu bíblica Mesec.
Estrabón menciona los montes de Moschia como uniéndose al Cáucaso (Geografía, 11.2.1). Dice que el país moschiano se encuentra por encima de los ríos Phasis, Glaucus e Hippus (Geografía, 11.2.17). En él "se encuentra el templo de Leucotea, fundado por Phrixus, y el oráculo de Phrixus, donde nunca se sacrifica un carnero; fue una vez rico, pero fue robado en nuestro tiempo por Pharnaces, y un poco más tarde por Mitrídates de Pérgamo". (ibid).
Según el renombrado erudito de los estudios caucásicos Cyril Toumanoff, los moschianos fueron las primeras tribus protogeorgianas que se integraron en el primer estado georgiano primitivo de Iberia.
Los mushki se mencionan en las tablillas cuneiformes de Tiglat-Pileser I de Asiria, que datan del 1115 al 1100 a. C. Dirigió una campaña contra ellos en el norte de Commagene y las montañas de Georgia y Armenia. Según Igor Diakonoff, los mushki posiblemente eran hablantes de protoarmenio, que llevaron su lengua desde los Balcanes a través de Asia Menor, mezclándose con hurritas (y urartianos)y luvianos por el camino. Sin embargo, la conexión entre las lenguas mushki y armenia es bastante confusa y muchos estudiosos modernos han rechazado una relación lingüística directa. Además, las investigaciones genéticas no apoyan una mezcla significativa en la nación armenia después del año 1200 a. C., lo que hace que los mushki, si es que realmente emigraron de una tierra natal balcánica u occidental de Anatolia durante o después del colapso de la Edad de Bronce, sean candidatos poco probables para los protoarmenios. Sin embargo, como otros han situado la zona de origen de los Mushki o Meskhi (al menos los orientales) en la región del sur del Cáucaso, la mayoría de ellos hablan la lengua georgiana como lengua materna.
Los mapas medievales mencionan con la región de Moschi partes armenias e ibéricas.